# Kajmany na Letnich Igrzyskach Olimpijskich 1988
Kajmany na Letnich Igrzyskach Olimpijskich 1988 reprezentowało ośmiu zawodników. Był to trzeci start reprezentacji Kajmanów na letnich igrzyskach olimpijskich.

## Skład kadry

### Kolarstwo
Mężczyźni
- Perry Merren - wyścig indywidualny ze startu wspólnego - 58. miejsce
- Richard Pascal - wyścig indywidualny ze startu wspólnego - 102. miejsce
- Michele Smith - wyścig indywidualny ze startu wspólnego - nie ukończył
- Nicholas Baker, Alfred Ebanks, Craig Merren, Richard Pascal - wyścig drużynowy 100 km - 27. miejsce
- Michele Smith

Sprint - odpadł w drugiej rundzie
Wyścig na punkty - odpadł w eliminacjach
Wyścig na czas, 1000 metrów - 28. miejsce

### Lekkoatletyka
Mężczyźni
- Paul Hurlston - rzut oszczepem - 37. miejsce

Kobiety
- Michelle Bush - maraton - 52. miejsce